# María Angélica Vilches
María Angélica Vilches (Buenos Aires, 6 de diciembre de 1917 - Buenos Aires, 3 de octubre de 2018) fue una docente, profesora de oratoria y declamación, escritora, oradora y recitadora argentina. 

## Aportes a la oratoria
Uno de sus mayores aportes a la sociedad lo realizó dictando cursos de oratoria individual y grupal. Al año 2007, ha dictado más de 300 cursos y ayudado a mejorar la capacidad de comunicación de miles de personas.

### Cursos
Entre 1993 y 2012 estuvo consagrada a la enseñanza de la oratoria, dictando Cursos de "Técnicas básicas de Oratoria" y "Oratoria Grupal" (también conocida como Oratoria Deliberativa) en instituciones estatales y privadas:
- En la Ciudad Autónoma de Buenos Aires:
  - Instituto de Apoyo a la Actividad Cultural de la Manzana de las Luces
  - Academia Privada de Oratoria Contemporánea (APOC)
  - Universidad de Belgrano (UB)
  - Universidad del Museo Social Argentino (UMSA)
  - Colegio de Escribanos
  - Consejo Profesional de Ciencias Económicas

- En la Provincia de Buenos Aires:
  - Instituto Provincial de la Administración Pública (IPAP)
  - Universidad Nacional de General San Martín

### Libros
- Coautora del libro Oratoria Contemporánea para aprender a hablar en público, Editorial Corregidor, Buenos Aires, 2006
- Autora del Manual de Oratoria Moderna, Buenos Aires, 1993

## Trayectoria
En 1935 se recibió de Maestra Normal Nacional.
Egreso del Conservatorio Nacional de Música y Declamación y se dedicó a la declamación bajo la dirección de sus maestras, Alfonsina Storni y Blanca de la Vega.
Desde 1940, ejerció la docencia en escuelas públicas de la provincia de Buenos Aires.
En 1944 se casó con el médico e investigador argentino Dr. Antonio M. Vilches, con quien tuvo sus dos hijos, Antonio y Jorge, padres de sus tres nietos: Aline, Cecilia y Mariano.
A partir de 1954 se desempeñó como Directora de escuelas primarias públicas de la Prov. de Buenos Aires, cargo que mantuvo hasta su jubilación. En este período fundó la Biblioteca Pública Escolar de la Escuela N.º 31, en el Partido de Gral. San Martín, provincia de Buenos Aires.
Vivió largos años en Estados Unidos, donde desde 1959 hasta 1963 fue profesora Visitante de Expresión Oral en castellano, en Washington D. C.
Paralelamente a la tarea docente ofreció recitales poéticos en diversos escenarios del país e ilustró con poesías conferencias de reconocidos escritores, entre ellos Jorge Luis Borges.
Como conferencista, participó en numerosos actos académicos y congresos disertando sobre temas educativos. Además, fue invitada por diferentes radios de la Ciudad de Buenos Aires, para hablar sobre la Oratoria y su importancia en la Comunicación interpersonal.
Ha sido oradora invitada en Congresos nacionales e internacionales:
- "Jornadas de Educación", Asociación Internacional de la Infancia (ACEI), Buenos Aires, 2000
- Primer Congreso Internacional de "Promoción de la Lectura y el Libro", Fundación El Libro, Buenos Aires, 1997
- "Jornadas de Paradigmas de la Educación", Centro Educativo de Formación Permanente, Buenos Aires, 1997
- "Congreso Internacional de Odontología", Buenos Aires, 2000

### Artículos
Durante once años (desde 2002 y hasta 2012) escribió periódicamente en el Diario del Viajero artículos sobre temas relacionados con su trayectoria. A modo de ejemplo pueden citarse:
- "Oratoria, arte que se aprende", Diario del Viajero, Buenos Aires, 2007
- "Mi presente en diálogo poético" (enlace roto disponible en Internet Archive; véase el historial, la primera versión y la última)., Diario del Viajero (página 2), Buenos Aires, 2010

Además, publicó y/o colaboró con artículos en otros medios gráficos, entre ellos:
- "Vocabulario escaso, poca lectura y mucha tele", Diario La Nación, Buenos Aires, 1995
- "Los argentinos hablan poco y mal", Diario El Cronista, Buenos Aires, 1995
- "La lectura en los espacios tradicionales", 1.er Congreso de promoción de la lectura y el libro, Fundación El Libro, 1997
- "Formas de Oratoria deliberativa y Técnicas aplicables", Revista del Círculo Argentino de Odontología, Buenos Aires, 1999
- "Cómo desarrollar en los más chicos el hábito de lectura", Diario El Día, La Plata, 2008[1]
- "Con gestos y en voz alta, un antiguo método recuperado", Diario El Día, La Plata, 2008[2]

### Títulos
- Maestra Normal Nacional - Escuela Normal N.º 4 "Estanislao Zeballos", 1935
- Profesora de Declamación - Conservatorio Nacional de Música y Arte Escénico, 1938
- Profesora de Oratoria - Academia Privada de Oratoria Contemporánea (APOC), 2004

### Distinciones
- "Diploma de Honor", Premio al Mérito, Liga Patriótica Argentina, 1999
- "Premio a la Trayectoria Profesional", en el Día internacional de la Mujer, Consejo Profesional de Ciencias Económicas y Secretaría de la Mujer, 2000
- "Diploma de Maestra de Oratoria en Argentina", Premio a la Trayectoria, Academia Privada de Oratoria Contemporánea (APOC), 2009

- Datos: Q9029932